# Nuevos Fundamentos
Nuevos Fundamentos, más conocida como NF, es una teoría de conjuntos formal propuesta por primera vez por Willard Van Orman Quine como un intento de simplificar la teoría de tipos desarrollada por Bertrand Russell y Whitehead en los Principia Mathematica. Se caracteriza por ser incompatible con el axioma de elección, por la elegancia de su formulación y por la existencia del conjunto universal. El problema de la consistencia relativa de NF es aún abierto.

## Axiomas
1. Axioma de comprehsión estratificada: Sea φ una fórmula estratificada, entonces el conjunto {x: φ} existe.
2. Axioma de extensionalidad: Sean A y B dos conjuntos cualesquiera, si A ⊆ B y B ⊆ A, entonces, A = B.
- Datos: Q649337